# Сельдевые
Се́льдевые, или сельдёвые (лат. Clupeidae), — семейство лучепёрых рыб отряда сельдеобразных. Включает наиболее важные промысловые рыбы мира. Добываются также для производства рыбьего жира и рыбной муки. Стайные рыбы. Питаются планктоном. Из-за их небольшого размера располагаются в нижнем уровне пищевой цепи. Окаменелости сельдевых восходят к раннему палеогену.

## Описание и биологические характеристики
Сельдевые — в основном морские рыбы, хотя есть пресноводные и анадромные виды. Ни у одного из видов не наблюдается чешуек на голове. Боковая линия — короткая или отсутствует, а зубы — необычно малого размера, у некоторых видов зубы слабые или вообще отсутствуют.
У сельдевых сжатое с боков или вальковатое тело, окраска обычно серебристая, спина тёмно-синяя или зеленоватая. Спинной плавник один, расположен в средней части спины, грудные находятся у нижнего края тела, брюшные — в средней трети брюха (иногда отсутствуют), хвостовой плавник выемчатый. Характерно отсутствие прободенных чешуй боковой линии на теле, иногда имеется только 2—3 таких чешуй сразу за головой. Вдоль средней линии брюха у многих видов тянется киль из приострённых чешуй. Плавательный пузырь соединяется каналом с желудком, а передний конец пузыря двумя отростками соединён с ушными капсулами черепа. Есть верхние и нижние межмышечные косточки.
Сельдевые широко распространены от Субантарктики до Арктики, наибольшее биоразнообразие наблюдается в тропиках, а в холодных водах распространены единичные виды. В основном это мелкие и некрупные рыбы, длиной менее 35—45 см, только немногие проходные сельди могут иметь длину 75 см. Сельдевые мечут многочисленную икру (у некоторых видов до 1 000 000 икринок). У большинства видов икра и личинки планктонные. Взрослые обычно плавают крупными косяками. Обычно сельдевые питаются планктоном, размер взрослых особей составляет от 2 см до 75 см.
После вылупления личинки живут среди планктона, пока у них не будет развит плавательный пузырь и личинки не превратятся во взрослых. Икринки и мальки не защищены и не защищаются родителями. Взрослые рыбы обычно живут большими косяками для защиты от рыбоядных хищников, таких как птицы, акулы и другие хищные рыбы, зубатые киты, морские млекопитающие и медузы. Они также образуют приманки-клубки.

## Промысловые виды
Наиболее важные промысловые виды сельдей:
- Атлантический менхэден , Brevoortia tyrannus
- Атлантическая сельдь, Clupea harengus
- Балтийская сельдь , Clupea harengus membras
- Тихоокеанская сельдь, Clupea pallasii
- Европейская сардина, Sardina pilchardus
- Европейский шпрот, Sprattus sprattus

## Классификация
В семействе выделяют 6 подсемейств, 64 рода и 218 видов. В российских водах обитают представители 17 видов из родов сельди, шпроты, группы родов сардины, тюльки, бонги (Etrumeus), алозы, клупанодоны (Clupanodon), коносиры (Konosirus).
- Подсемейство Dussumieriinae, 4 рода, 12 видов
  - Dussumieria Valenciennes, 1847 — Дуссумиерии
  - Etrumeus Bleeker, 1853 — Сельди-круглобрюшки
  - Jenkinsia Jordan & Evermann, 1896 — Манхуа, или дженкинсинии
  - Spratelloides Bleeker, 1851 — Кибинаги, или селёдочки-кибинаги
- Подсемейство Clupeinae, 15 родов, 72 вида
  - Amblygaster Bleeker, 1849 — Сардинеллы-амблигастеры
  - Clupea Linnaeus, 1758 — Сельди
  - Clupeonella Kessler, 1877 — Тюльки, или каспийские кильки
  - Escualosa Whitley, 1940 — Эскуалозы
  - Harengula Valenciennes, 1847 — Харенгулы
  - Herklotsichthys Whitley, 1951 — Азиатские сардинки
  - Lile Jordan & Evermann, 1896 — Пикитинги
  - Opisthonema Gill, 1861 — Мачуэлы, или опистонемы
  - Platanichthys Whitehead, 1968 — Лаплатские шпроты
  - Ramnogaster Whitehead, 1965 — Манфудии
  - Rhinosardinia Eigenmann, 1912 — Риносардины, или речные сардины, или шипоносные сардинки
  - Sardina Antipa, 1904 — Сардины, или пильчарды
  - Sardinella Valenciennes, 1847 — Сардинеллы
  - Sardinops Hubbs, 1929 — Сардинопсы
  - Sprattus Girgensohn, 1846 — Шпроты
- Подсемейство Alosinae, 7 родов, 31 вид
  - Alosa Linck, 1790 — Алозы (или каспийско-черноморские сельди)
  - Brevoortia Gill, 1861 — Менхэдены
  - Ethmalosa Regan, 1917 — Бонги (род)
  - Ethmidium Thompson, 1916 — Мачеты
  - Gudusia Fowler, 1911 — Гудузии
  - Hilsa Regan, 1917 — Гильзы (род)
  - Tenualosa Fowler, 1934 — Тенуалозы
- Подсемейство Pellonulinae (пресноводные сельди), 23 рода, около 44 видов
  - Knightia (вымершие)
  - Clupeoides Bleeker, 1851
  - Congothrissa Poll, 1964 — Конготриссы
  - Hyperlophus Ogilby, 1892 — Гиперлофы
  - Laeviscutella Poll, Whitehead & Hopson, 1965 — Левискутеллы
  - Limnothrissa Regan, 1917 — Лимнотриссы, или озёрные сардины
  - Microthrissa Boulenger, 1902 — Микротриссы
  - Minyclupeoides Roberts, 2008
  - Odaxothrissa Boulenger, 1899 — Одаксотриссы
  - Pellonula Günther, 1868 — Африканские селёдочки
  - Poecilothrissa Regan, 1917 — Пецилотриссы
  - Potamalosa Ogilby, 1897 — Сельди-гологлазки
  - Potamothrissa Regan, 1917 — Потамотриссы
  - Stolothrissa Regan, 1917 — Танганьикские шпроты
  - Nannothrissa Poll, 1965 — Наннотриссы
  - Sierrathrissa Thys van den Audenaerde, 1969 — Сьерратриссы
  - Thrattidion Roberts, 1972 — Траттидионы, или карликовые сельди
- Подсемейство Dorosomatinae (зобные пузанки)
  - Anodontostoma Bleeker, 1849 — Чакунды
  - Clupanodon Lacepède, 1803 — Клюпанодоны
  - Dorosoma Rafinesque, 1820 — Доросомы
  - Gonialosa Regan, 1917 — Гониалозы
  - Konosirus Jordan & Snyder, 1900
  - Nematalosa Regan, 1917 — Нематалозы
- Подсемейство Ehiravinae
  - Clupeichthys Bleeker, 1855 — Селёдочки
  - Corica Hamilton, 1822 — Сельди-корики
  - Dayella (1)
  - Ehirava Deraniyagala, 1929 — Эхиравы, или пресноводные селёдочки
  - Gilchristella (1)
  - Sauvagella (2)
  - Spratellomorpha (1)
  - Sundasalanx (7)